# Pristimantis omarrhynchus
Pristimantis omarrhynchus — вид жаб родини Strabomantidae. Описаний у 2022 році.

## Поширення
Ендемік Еквадору. Населяє гірські ліси у верхів'ї річки Напо.